# Riera de Caldas
La riera de Caldas es un curso de agua del noreste de la península ibérica, afluente del río Besós. Discurre por la provincia española de Barcelona.

## Curso
Nace entre los términos municipales de Gallifa y San Feliú de Codinas. Fluye en dirección sur y sureste y tras pasar por los alrededores de lugares como Caldas de Montbuy, Gallechs, Senmanat, Palau y Santa Perpetua de Moguda, termina desembocando en el río Besós, que desagua en el mar Mediterráneo. Aparece descrita en el quinto volumen del Diccionario geográfico-estadístico-histórico de España y sus posesiones de Ultramar de Pascual Madoz en los siguientes términos:

CALDAS: riera en la prov. de Barcelona, part. jud. de Granollers: tiene su origen al pie de una cord. de montañas entre los térm. de Gallifa y San Feliú de Codinas; su dirección es de N. á SE.; sus corrientes bañan por la izq. los pueblos de Mombuy, Caldas de Montbui, en donde se encuentra un puente, Palaudarias, Palau solitat i plegamans Plegamans, Gallechs y Mogudá; y por la der. los de Senmanat, Palau y Sta. Perpetua del part. de Tarrasa, dando impulso á las ruedas de varios molinos, y desagua en el r. Besos al N. de Reixach.
(Madoz, 1846, p. 277)